# Wojna (obrazy Artura Grottgera)

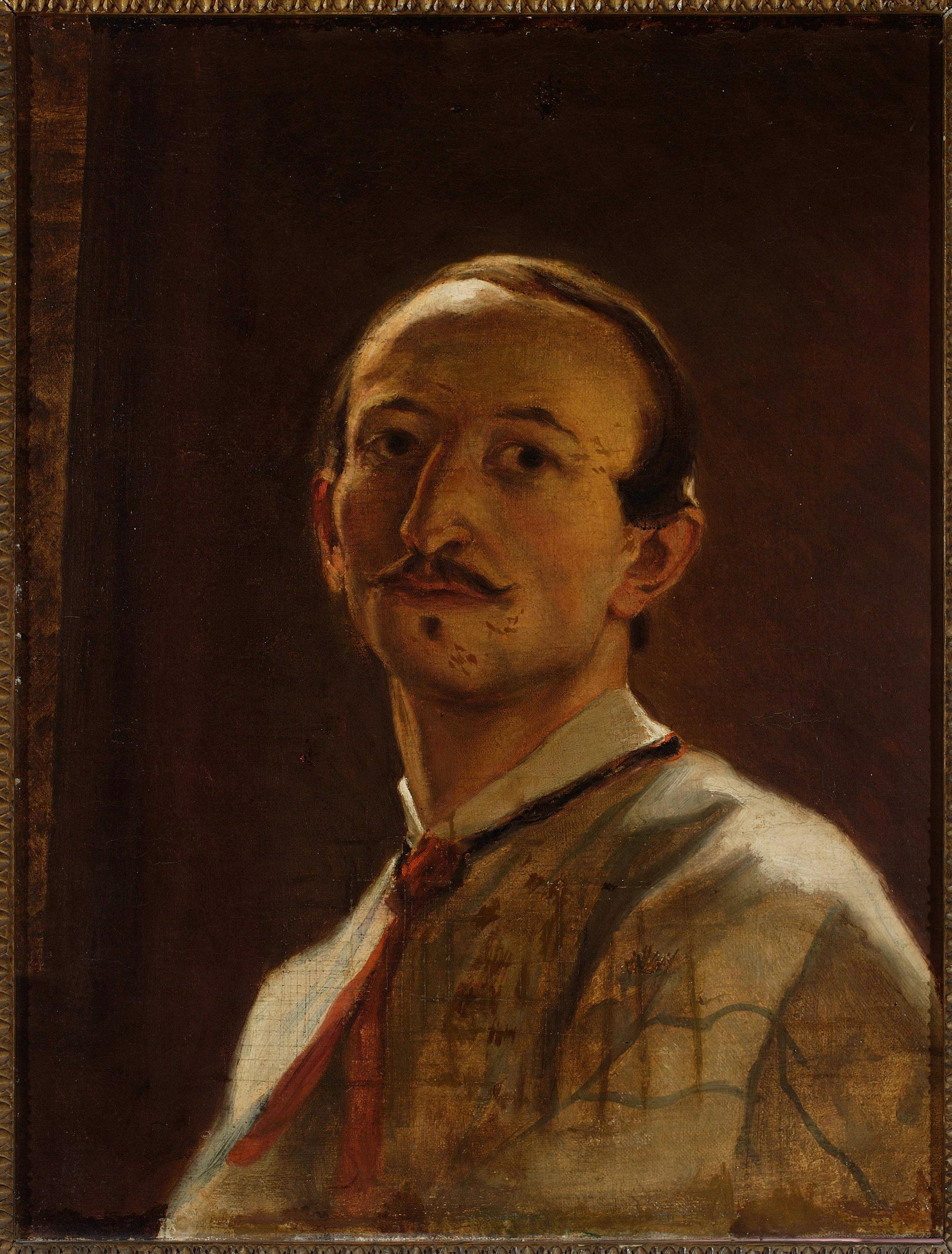
Autoportret artysty (1867)

Wojna – cykl jedenastu czarno-białych rysunków autorstwa polskiego malarza Artura Grottgera poświęconych wojnie. Znajduje się w zbiorach Muzeum Narodowego we Wrocławiu.

## Okoliczności powstania
W 1866 roku artysta przybył z Wiednia do Polski i pracował nad tym cyklem rysunków w Krakowie, Lwowie, Grybowie oraz wsi Poręba koło Oświęcimia. W Krakowie spotkał się ze szkolnymi kolegami i odwiedził Jana Matejkę, z którym konsultował swój cykl litewski, nanosząc za jego radą w kilku miejscach dalsze poprawki.
Cykl „Wojna” powstawał w latach 1866–1867 i artysta zamierzał pokazać go na Wystawie światowej w Paryżu wraz z drugim ukończonym już cyklem pt. „Lithuania”. W przeciwieństwie do dwóch cyklów poświęconych powstaniu styczniowemu z roku 1863 pt. „Polonia” oraz „Lithuania”, autor postanowił nadać „Wojnie” bardziej uniwersalny charakter i pozbawić go bezpośrednich odniesień do wydarzeń współczesnych. W tym celu postanowił nadać mu antyczną stylistykę zasięgając konsultacji u historyka sztuki profesora Józefa Kremera.

... Byłem dziś już u Kremera na konferencji dotyczącej mojej Wojny. Zasięgałem u niego rady, jakie dzieła przygotować sobie, aby w ciągu roboty nie przerywać dla braku źródeł, z których mi ciągle zaczerpywać wypada. Chodzi mi o antyki, których głęboka znajomość w każdym obrazie jest niezbędna... – Artur Grottger.

Literackimi źródłami inspiracji Grottgera podczas pracy nad cyklem były Boska komedia włoskiego poety Dantego Alighieri oraz poemat Przedświt jednego z trzech polskich wieszczów – Zygmunta Krasińskiego. Założony cel, jakim było przedstawienie tematu wojny w stylistyce klasycznej, nie został przez Grottgera do końca utrzymany i na kartonach sąsiadują obok siebie elementy antyczne oraz elementy współczesne artyście. Obrazy ukazane w cyklu „Wojna” są wypadkową tych dwóch światów i wzajemnie się przenikają. Ten brak konsekwencji oraz dysonans pomiędzy scenami przedstawionymi w kolejnych kartonach cyklu został negatywnie oceniony przez ówczesnych krytyków sztuki, a cały cykl uznano za artystyczną klęskę artysty.
Dwie stałe, przewodnie postacie w cyklu „Wojna” Grottger potraktował bardzo osobiście, przedstawiając siebie jako artystę, oraz jako prowadzącą go muzę – swoją narzeczoną Wandę Młodnicką z domu Monné. W 1866 roku pomysł ten w Paryżu spotkał się z ostrą krytyką francuskich artystów (m.in. Jeana Gérôme’a oraz Félixa Giacomottiego), wskutek czego Grottger częściowo zmienił wygląd postaci, starając się im nadać wygląd klasyczny. Ubolewał nad tym w liście do narzeczonej:

... nie ma już ani Ciebie, ani mnie na obrazach jest tylko geniusz, jak posąg klasyczny ożywiony, i młodzieńczy artysta z głową do rafaelowej podobną – Artur Grottger.

Cykl „Wojna” Artura Grottgera stał się inspiracją dla Marii Konopnickiej, która poświęciła mu poemat Z teki Artura Grottgera: Wojna.

## Opis
Cykl rysunków Artura Grottgera zatytułowany Wojna jest wykonany czarną i białą kredką na ciemnożółtych kartonach. Składa się z 11 ułożonych chronologicznie prac zatytułowanych: Pójdź ze mną przez padół płaczu (karta tytułowa), Kometa, Losowanie rekrutów, Pożegnanie, Pożoga, Głód, Zdrada i kara, Ludzie czy szakale, Już tylko nędza, Świętokradztwo, Ludzkości, rodzie Kaina. Nie zachowały się do czasów obecnych trzy kolejne kartony, nad którymi artysta pracował w ramach cyklu. Były to Bitwa, Walka królów-szkieletów oraz Alegoria Wojny. Kartony I oraz XI mają rozmiary 48 cm x 30 cm, natomiast pozostałe 48 cm x 61,5 cm. Po ukończeniu cyklu Grottger planował również narysowanie jego drugiej części, w której zamierzał przedstawić wojnę jako symbol demoralizacji i utraty człowieczeństwa.
| Numer | Tytuł                           | Ilustracja | Opis |
| ----- | ------------------------------- | ---------- | --- |
| I     | Pójdź ze mną przez padół płaczu |            | Aż ona, widząc, że tak przed nią stoję, Dłoń, jak mgła, lekką podniosła i białą, A obróciwszy się na zmierzchy sine: – Idź za mną – rzekła – pójdziem w łez dolinę. Maria Konopnicka – Z teki Artura Grottgera: Wojna Przedstawia artystę oraz mitologicznego geniusza, muzę-junonę, którą Grottger wzorem Dantego oraz Krasińskiego nazywał Beatrycze. Postać męska nosiła rysy Grottgera, żeńska – jego narzeczonej. Muza zabiera artystę na wędrówkę ukazaną w dalszej części cyklu. Obie postaci pojawiają się w tle każdej sceny i są niemymi świadkami dramatycznych wydarzeń, jakie uwidoczniono na poszczególnych kartonach. |
| II    | Kometa                          |            | Tam, na północy, jak złota głowica Wyrzuconego w błękity sztyleta I jako żagiew, co śmierć ją podsyca, Trupią jasnością gorzała – kometa. Z teki Artura Grottgera: Wojna Przedstawia upadek komety, która w klasycznej tradycji literackiej była zapowiedzią nieszczęścia – w tym przypadku wojny. |
| III   | Losowanie rekrutów              |            | Że ta, co niegdyś po synów pogrzebie W dom powracała z garścią białych prochów, Była mniej trupią niż ty i mniej chmurną, Ty, serc pękniętych pełna, krwawa urno! Z teki Artura Grottgera: Wojna Przedstawia rekrutację do wojska odbywającą się na zasadzie ciągnięcia losów. W zaborze rosyjskim służba wojskowa trwała 25 lat i powoływano do niej dorosłych mężczyzn w drodze losowania (ci, których było na to stać, mogli się wykupić z tego obowiązku). |
| IV    | Pożegnanie                      |            | Kurzawa spadła i tylko zostało Drżenie w zbóż młodych chwiejącej się fali I droga, w słońcu lekkim pyłem wzdęta, I jakaś straszna pustka, i przeklęta... Z teki Artura Grottgera: Wojna Przedstawia scenę pozdrowienia (lub alegorycznego pożegnania) opuszczonej kobiety z dzieckiem przez wyruszających do boju konnych żołnierzy. |
| V     | Pożoga                          |            | Więc rzekłem: – Otom wywiedzion jest w ziemię Widzeń okropnych i piekła obrazów, A znieść nie mogę i padam, jak brzemię, U nóg twych i na piersiach leżę głazów, Z teki Artura Grottgera: Wojna Przedstawia muzę z artystą będących świadkami ucieczki ludności z płonącego miasta. |
| VI    | Głód                            |            | A gdyśmy weszli w las, uderzył we mnie Płacz bardzo rzewny i kwilenie ciche. Więc idąc na ten głos w najgęstsze ciemnie, Ujrzałem w trawie dzieciąteczka liche, Z teki Artura Grottgera: Wojna Przedstawia głodowy posiłek rodziny zbiegłej z płonącego domu podczas działań wojennych. |
| VII   | Zdrada i kara                   |            | A gdy mówiła jeszcze, ono wzgórze, Kędyśmy stali, tłum wielki otoczył, Ciągnąc człowieka jednego na sznurze. A człowiek miotał się i pianą broczył, Z teki Artura Grottgera: Wojna Przedstawia schwytanie szpiega, rewidowanego przez żołnierzy, podczas gdy oficerowie przeglądają jego papiery. |
| VIII  | Ludzie czy szakale?             |            | Czuję, że żyję i dycham w tym brudzie... Nie! To nie były szakale... To – ludzie! Cisi i szybcy, z worami zgrzebnemi, Zdzierali trupy z odzieży do naga, Piersi im gniotąc i szarpiąc po ziemi... Z teki Artura Grottgera: Wojna Przedstawia wojenne okradanie zmarłych: ludzi na pobojowisku ograbiających poległych żołnierzy. |
| IX    | Już tylko nędza                 |            | O wojno! Nie przeleciałaś ty nad ziemią cwałem, Nie przeleciałaś ty nad polem zbrojno, Ale wężowym i ohydnym ciałem Do cichych wpełzłaś gniazd, aby je skalać I oczy piskląt krwią matczyną zalać! Z teki Artura Grottgera: Wojna Przedstawia wnętrze splądrowanego i zrujnowanego wojną domostwa, do którego powracają ocalałe sieroty. |
| X     | Świętokradztwo                  |            | A to, co oczy moje tam widziały, Nigdy nie będzie nikomu wiadomem. To tylko powiem, że Chrystus sczerniały Głowę na krzyżu odwrócił ze sromem Od onej zgrozy i na pierś ją skłonił, I wielkie, krwawe łzy po licu ronił. Z teki Artura Grottgera: Wojna Przedstawia zbezczeszczenie świątyni z wojskowym ekwipunkiem rozłożonym przez stacjonujących w kościele żołnierzy pod figurą cierpiącego Chrystusa. |
| XI    | Ludzkości, rodzie Kaina         |            | A ty, któremum prawił te powieści, Wstań a pójdź, niech cię uścisnę jak brata. Boś uczestnikiem był mojej boleści Nad wielką nędzą i nad zbrodnią świata. A zaś jak pielgrzym idź, a wytrwaj w znoju, A przepowiadaj wieść dobrą pokoju. Z teki Artura Grottgera: Wojna Przedstawia artystę we własnej pracowni podczas pracy nad personifikacją Boga Ojca. |